# Srigunung
Srigunung is een bestuurslaag in het regentschap Musi Banyuasin van de provincie Zuid-Sumatra, Indonesië. Srigunung telt 5911 inwoners (volkstelling 2010).